# Robert Service (sử gia)
Robert John Service FBA (sinh ngày 29 tháng 10 năm 1947) là một sử gia, học giả, và tác giả người Anh thuộc trường phái hậu xét lại về lịch sử Liên Xô, chuyên sâu về giai đoạn từ Cách mạng Tháng Mười tới cái chết của Stalin. Tính tới năm 2013, ông là Giáo sư khoa lịch sử Nga của Đại học Oxford, thành viên danh dự của St Antony's College, Oxford, và viện sĩ kỳ cựu Viện Hoover (một think-tank bảo thủ) thuộc Đại học Stanford. Ông nổi tiếng với các công trình sử học về cuộc đời của Vladimir Lenin, Iosif Stalin, và Lev Trotsky. Từ năm 1998, ông là viện sĩ Viện Hàn lâm Anh.

## Đón nhận
Cuốn tiểu sử về Trotsky của Service bị đồng nghiệp Bertrand Mark Patenaude tại Viện Hoover chỉ trích kịch liệt trên tạp chí American Historical Review. Patenaude, nhận xét về cuốn sách của Service cùng với một phản bác của David North theo chủ nghĩa Trotsky (In Defence of Leon Trotsky), cáo buộc Service đã viết nhiều điều sai sự thật, diễn giải sai bằng chứng sử học, và "thất bại trong việc xem xét các ý tưởng chính trị của Trotsky. Service cho rằng những lỗi sai đó không quá lớn lao và rằng cuốn sách của Patenaude về Trotsky miêu tả quá đáng ông ta như một "kẻ chết vì đạo cao quý". Service cũng hứng chịu sự chỉ trích của nhà sử học về chủ nghĩa cộng sản người Đức, Hermann Weber, người mà sau đó đã vận động ngăn cản nhà in Suhrkamp Verlag xuất bản cuốn sách ở Đức. Trong bức thư gửi tới nhà in, 14 người ký tên cho rằng cuốn sách chứa 'một đống lỗi sai sự thực,' cùng 'các dụng ý đáng kinh tởm' hòng bôi nhọ gốc gác Do Thái của Trotsky, theo đó họ cáo buộc Service là có tư tưởng bài Do Thái và vận dụng 'các công thức tuyên truyền kiểu Stalinist' để đả kích Trotsky. Tuy vậy, Suhrkamp thông báo vào tháng 2 năm 2012 rằng họ sẽ xuất bản bản dịch tiếng Đức của cuốn sách vào tháng 7 cùng năm. Cuốn sách giành Giải Duff Cooper vào năm 2009.

## Công trình sử học
- The Bolshevik Party in Revolution 1917–23: A Study in Organizational Change (1979)
- Lenin: A Political Life (in three volumes: 1985, 1991 and 1995) [6]
- A History of Twentieth-Century Russia (1997)
- The Penguin History of Modern Russia From Tsarism to the 21st Century (1997)[7]
- A History of Modern Russia, from Nicholas II to Putin  (1998, Second edition in 2003)
- The Russian Revolution, 1900–27  (Studies in European History) (1999)
- Lenin: A Biography  (2000)
- Russia: Experiment with a People  (2002)
- Stalin: A Biography (2004), Oxford, 715 pages ill. ISBN 0-330-41913-7 (2004)[8]
- Comrades: A World History of Communism (2007)
- Trotsky: A Biography  (2009)[9][10][11]
- Spies and Commissars: Bolshevik Russia and the West (2011)[12]
- The End of the Cold War: 1985–1991 (2015)
- The Last of the Tsars: Nicholas II and the Russian Revolution (2017)
- Russia and Its Islamic World (2017)
- Kremlin Winter: Russia and the Second Coming of Vladimir Putin (2019)
- Blood on the Snow: The Russian Revolution 1914-1924 (2023)